# Цитохромы
Цитохромы (гемопротеины) — крупные мембранные белки (за исключением наиболее распространённого цитохрома c, который является маленьким глобулярным белком), которые содержат ковалентно связанный гем, расположенный во внутреннем кармане, образованном аминокислотными остатками.
Термин «цитохромы» был введён в 1925 году биохимиком Давидом Гиршевичем Кейлиным в работе «Исследование дыхательных пигментов цитохромов, общих для животных, дрожжей и высших растений» («On cytochrome, a respiratory pigment, common to animals, yeast, and higher plants»). Хотя цитохромы были открыты С. А. Макманном (англ.) в 1884 году, это открытие оставалось незамеченным до статьи Д. Г. Кейлина, который их обнаружил независимо от Макманна.
Цитохромы присутствуют во всех клетках организмов. В клетках эукариот они локализованы в митохондриальных мембранах. Цитохромы катализируют окислительно-восстановительные реакции.
Известно около 30 видов цитохромов. Все они содержат гем в качестве простетической группы и различаются структурами боковых и полипептидных цепей. В зависимости от типа гема выделяют 8 классов цитохромов. В зависимости от спектров поглощения, цитохромы делят на группы a, b, c.